# Васильева, Ольга Николаевна
Ольга Николаевна Васильева (род. 13 июля 1967, Свищёво, Смоленская область) — российский политический деятель, депутат Смоленской областной Думы. Заместитель губернатора Смоленской области. 5 ноября 2020 года получила мандат депутата Госдумы седьмого созыва. Днем позднее отказалась от него..

## Биография
Председатель Ярцевского районного Совета депутатов третьего созыва
в 2007 г. избрана депутатом Смоленской областной Думы, заместитель председателя комитета Смоленской областной Думы по вопросам местного самоуправления, государственной службы и связям с общественными организациями; 8 сентября 2013 года избрана депутатом Смоленской областной Думы пятого созыва.

### Отказ от мандата депутата Госдумы
5 ноября 2020 года получила мандат депутата Государственной думы 7 созыва, освободившийся после ухода Валентина Суббота. В тот же день заявила о том, что сообщения о её переходе в Госдуму «…неправильная информация. Абсолютно беспочвенная». Днем позже заявила о получении правительственной телеграммы и отказе от мандата.